# Flächenlautsprecher
Der Flächenlautsprecher, auch als Soundboard bezeichnet, ist eine Lautsprecherart, die an Flächen angebracht wird und diese zum Schwingen bringt. Dazu werden an ein Panel Schwingspulen angebracht, die ein elektrisch verstärktes Tonsignal empfangen und auf die jeweilige Oberfläche übertragen.

## Prinzip
Die Soundboards werden an Flächen angebracht, die dann das Oberflächenmaterial mittels Körperschallübertragung zum Schwingen bringen. Es entsteht somit eine „Schallmauer“, die als unsichtbarer Lautsprecher dient. Die daraus entstehende Klangfarbe wird akustisch entzerrt, um den Klang an räumliche Gegebenheiten und das verwendete Trägermaterial anpassen zu können. Die Einsatzorte für gute Flächenlautsprecher reichen von normalen Wänden (z. B. Gipskarton) über Holzvertäfelungen, Glasflächen, Fliesen bis hin zu Spiegeln. Voraussetzung für gute Klangeigenschaften von Flächenlautsprechern sind jeweils möglichst homogene, einschichtige Flächen, da jede weitere Schicht (z. B. bei Doppelglasscheiben) Schallwellen absorbiert.

## Anwendung
Flächenlautsprecher können in Räumen sowohl an den Seitenwänden als auch in der Decke und theoretisch auch im Boden eingebaut werden. Damit eignen sie sich zur Anwendung in kleinen Räumen (Bad, WC) ebenso wie in mittleren Räumen (Wohnräume), wie auch in großen Räumen (Seminarraum, Gastronomie). Gut geeignet sind Flächenlautsprecher auch überall dort, wo bautechnisch ohnedies Wände mit Hohlraum zum Einsatz kommen (etwa im Bootsbau).  

## Vorteile
Ein wesentlicher Vorteil von Flächenlautsprechern ist, dass sie in Wänden eingebaut und daher nicht sichtbar sind. Das kommt überall dort zum Tragen, wo Lautsprecherboxen und/oder Kabel optisch nicht gewünscht oder notwendig sind. Weiters erzeugen sie durch den breiten Abstrahlwinkel der Schallwellen von bis zu 180 Grad ein räumliches Schallbild – auch schon in einer Stereo-Anordnung. Darüber hinaus wird der ausgestrahlte Schall weiter getragen als bei isolierten Schallquellen, wie es Boxen sind.

## Technik
In Flächenlautsprechern bzw. Soundboards kommen sogenannte Exciter zum Einsatz. Die Schallerzeugung erfolgt nach dem Prinzip der Biegewellenwandler. Die Spule wird an einer Trägerplatte angebracht und bringt diese zum Schwingen. Die Schallwellen breiten sich mittels Körperschallübertragung an der Oberfläche aus und bilden im Raum ein Schallfeld. Die Aufbereitung des Inputsignals erfolgt über Verstärker, die idealerweise einen digitalen Signalprozessor (DSP) haben sollten, um ein akustisch optimales Klangergebnis erzeugen zu können.